# Спасокукоцький Лев Олександрович
Лев Олександрович Спасокукоцький (14 вересня 1912, с. Нікольське Даниловського повіту Ярославської губернії — 25 травня 1960, Київ) — український композитор і музичний педагог.
У 1945 році закінчив Київську консерваторію по класу композиції у Б. М. Лятошинського і в ній же почав викладати композицію, аналіз музичних творів. 1951 року захистив кандидатську дисертацію на тему «Жанр кантати у творчості українських радянських композиторів».

## Твори
Для симфонічного оркестру:
- Симфонія (незакінчена, 1940),
- Поема (1946),
- Марш (1941),
- Квартет (1949).

Для фортепіано:
- Чотири прелюдії (1932),
- Десять варіацій (1939),
- Чотири п'єси (1941),
- Чотири п'єси (1943),
- Балада (1944).

Для скрипки і фортепіано:
- Поема (1940),
- Танець (1940).

Інші:
- Дві п'єси (для кларнета і фортепіано — 1948, для баяна — 1949, для валторни і фортепіано — 1950);
- Оповідання (для гобоя і фортепіано, 1951);
- Пісні на слова Б. Бікбая і Сайфи (1942–1943); обробка татарських, башкірських, грецьких народних пісень.